# Lindapecten
Lindapecten is een geslacht van tweekleppigen uit de  familie van de Pectinidae (mantelschelpen). 

## Soorten
- Lindapecten exasperatus (Sowerby II, 1842)
- Lindapecten muscosus (W. Wood, 1828)